# 銀時計 (ブランド)
銀時計（ぎんどけい）は、株式会社ニューラルのアダルトゲームブランド。CLOCKUPの姉妹ブランドにあたる。
「がくと!」がデビュー作。2006年9月29日に「おたく☆まっしぐら」を発売。本来は「おたく☆まっしぐら」がデビュー作の予定だったが開発が延び、「がくと!」が先にリリースされた。「がくと!」はコンピューターソフトウェア倫理機構審査だったが、「おたく☆まっしぐら」よりコンテンツ・ソフト協同組合審査に変更されている。

## 作品リスト
- がくと! （2006年3月17日発売）
- おたく☆まっしぐら （2006年9月29日発売）
- こいとれ 〜REN-AI TRAINING〜 （2007年6月29日発売）